# アグレプリストン
アグレプリストン（Aglepristone（INN））（商品名Alizin、旧開発コードネームRU-46534、RU-534）は、ミフェプリストンに関連する合成ステロイド系抗エストロゲン薬で、ヨーロッパのいくつかの国でVirbacから動物用医薬品として販売されている。特に妊娠中の動物の中絶薬として用いられる 。アグレプリストンはミフェプリストンと同様に、いくらかの抗糖質コルチコイド活性も有している。

## 関連記事
- Lilopristone
- Onapristone
- Telapristone
- Toripristone